# Datalänkskikt
Datalänkskiktet är det andra skiktet i den hierarkiska OSI-modellen för datanätverk. Det tar emot uppdrag från det ovanliggande nätverksskiktet och använder sig av det fysiska skiktet för att tillhandahålla sina tjänster.
Datalänkskiktet ansvarar för dataöverföring mellan två intilliggande noder i ett WAN, samt för dataöverföring inom ett och samma nätverkssegment av ett LAN. Datalänkskiktet tillhandahåller medlen att sända datasekvenser mellan nätverksenheter som är mer eller mindre direkt sammankopplade, och även vissa funktioner för detektering och korrigering av potentiella fel som kan uppstå i det fysiska skiktet. Exempel på datalänkprotokoll är Ethernet för LAN, samt PPP, HDLC och ADCCP för point-to-point-anslutningar.
Datalänkskiktets ändamål handlar om överföring av information från en plats till en uppsättning andra platser. Detta skikt garanterar ingen metod att nå överallt på nätverket, men garanterar att det åtminstone går att sända informationen någonstans. Överföring på datalänknivån kan vara pålitlig i varierande grad. Mekanismer som ankomstbekräftelse, flödeskontroll och checksummor kan tillhandahållas av protokoll på datalänknivån, men behöver inte göra det. Där dylika kontroller saknas i datalänkskiktet åläggs de ovanliggande skikten att hantera dessa istället.
Datalänkskiktet delas ibland upp i två delskikt. Det första delskiktet är det logiska länkkontrollskiktet (LLC). Detta delskikt multiplexerar protokoll som använder sig av datalänkskiktets funktionalitet, och kan även tillhandahålla flödeskontroll, ankomstbekräftelse och felåterhämtning.
Det andra delskiktet är mediaåtkomstskiktet, Media Access Control (MAC). Detta delskikt kontrollerar vem som har tillträde till datalänken vid en given tidpunkt. Det finns i allmänhet två typer av mediaåtkomstkontroll: distribuerad och centraliserad. Båda av dessa kan jämföras med verbal kommunikation mellan människor:
- I ett nätverk bestående av talande människor, m.a.o. ett samtal, kan två eller flera av samtalsdeltagarna råka börja prata i munnen med varandra. Om detta sker kanske dessa deltagare slutar prata och väntar en stund för att ge någon tillfälle att prata först. Detta är ett exempel på distribuerad mediaåtkomstkontroll, lik den som används i Ethernet.
- Vid ett formellt möte kan det finnas en ordförande som reglerar vem som har rätt att tala och när. Detta är ett exempel på centraliserad mediaåtkomstkontroll.

Mediaåtkomstskiktet avgör även var en dataram slutar och nästa börjar.
Uppdelningen av LLC och MAC i olika delskikt innebär att vilken LLC-lösning som helst kan tillämpas på vilken MAC-lösning som helst. Exempelvis kan den vanliga LLC-lösningen IEEE 802.2 tillämpas på MAC-modeller som Ethernet, Token Ring eller IEEE 802.11, bland andra. Det finns dock datalänklösningar, såsom HDLC, som inte gör denna uppdelning mellan LLC och MAC utan där uppgifterna hos de båda lagren är sammanvävda.

## Exempel
- ARCnet
- ATM
- Controller Area Network (CAN)
- Econet
- Ethernet
- Fiber Distributed Data Interface (FDDI)
- Frame Relay
- IEEE 802.2 (tillhandahåller LLC-funktioner till IEEE 802 MAC-system)
- LocalTalk
- Multiprotocol Label Switching (MPLS)
- Point-to-Point Protocol (PPP)
- Serial Line Internet Protocol (SLIP) (idag överflödig)
- StarLan
- Token ring